# Les Llosses

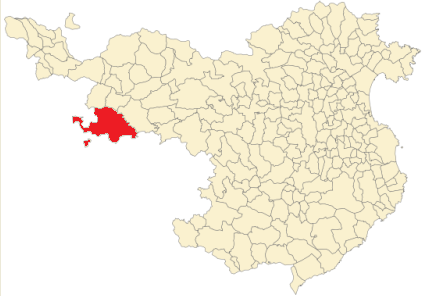
Situació del terme municipal de Les Llosses respecte a les Terres de Girona

Les Llosses és un municipi català de la comarca del Ripollès, està situat al centre-oest de la regió de l'Alt Ter. L'any 2022 tenia 205 habitants.

## Geografia
- Llista de topònims de les Llosses (Orografia: muntanyes, serres, collades, indrets..; hidrografia: rius, fonts...; edificis: cases, masies, esglésies, etc).

És el municipi de més extensió de la comarca. Està situat al sud-oest de Ripoll, entre la riera de Merlès i el riu Ter. El terme municipal inclou part de la colònia de la Farga de Bebié i els antics municipis de Palmerola i Viladonja, annexionats el 1991 i el 1974, respectivament. A sud-oest hi ha l'enclavament de la Rovira de Baix (3,31 km²) que és dins del terme de Borredà, al Berguedà i la província de Barcelona.
El poblament és disseminat. L'únic nucli agrupat és la colònia de la Farga de Bebié que és compartit amb Montesquiu, a la comarca d'Osona.
| Entitat de població         | Habitants (2024) |
| Sant Esteve de Vallespirans | 49               |
| Santa Maria de Matamala     | 41               |
| les Llosses                 | 40               |
| Sant Martí de Vinyoles      | 19               |
| Viladonja                   | 16               |
| Palmerola                   | 16               |
| Sant Sadurní de Sovelles    | 15               |
| la Farga de Bebié           | 3                |
| Font: Idescat               |                  |

## Demografia
| 1497 f | 1515 f | 1553 f | 1717 | 1787 | 1857  | 1877  | 1887  | 1900  | 1910  |
| ------ | ------ | ------ | ---- | ---- | ----- | ----- | ----- | ----- | ----- |
| 46     | 45     | 60     | 904  | 978  | 1.831 | 1.374 | 1.249 | 1.185 | 1.309 |

| 1920  | 1930  | 1940  | 1950  | 1960 | 1970 | 1981 | 1990 | 1992 | 1994 |
| ----- | ----- | ----- | ----- | ---- | ---- | ---- | ---- | ---- | ---- |
| 1.493 | 1.486 | 1.183 | 1.127 | 910  | 627  | 500  | 400  | 418  | 418  |

| 1996 | 1998 | 2000 | 2002 | 2004 | 2006 | 2008 | 2010 | 2012 | 2014 |
| ---- | ---- | ---- | ---- | ---- | ---- | ---- | ---- | ---- | ---- |
| 269  | 270  | 275  | 260  | 262  | 246  | 234  | 221  | 224  | 211  |

| 2016 | 2018 | 2020 | 2022 | 2024 | 2026 | 2028 | 2030 | 2032 | 2034 |
| ---- | ---- | ---- | ---- | ---- | ---- | ---- | ---- | ---- | ---- |
| 213  | 219  | 212  | 205  | 199  | -    | -    | -    | -    | -    |

## Economia
L'economia es basa en el sector primari i terciari. Antigament l'economia del municipi es basava en l'agricultura i ramaderia. Actualment el sector primari està centrat en la producció ramadera, en concret a la producció de bestiar boví, oví i porcí. Com a conseqüència la major part del terreny agrícola és utilitzat com a pastura o cultiu de farratge els quals ocupa més d'una cinquena part del municipi. Més recentment, a finals del segle xx i principis dels segle XXI el sector serveis ha esdevingut un sector a l'alça, amb l'establiment de diversos establiments de turisme rural, hotels i un càmping.

## Política
Des de l'any 2007 el municipi és governat per Esquerra Republicana - Acord Municipal. David Serrat fou alcalde durant el període 2007 - 2019. Entre els anys 2019 i 2023 Andreu Llimós va ser l'alcalde.Des de l'any 2023 n'és alcalde Jaume Soler Cuní.
| Composició del ple municipal |      |      |      |      |      |      |      |      |      |      |      |      |
| Partit                       | 1979 | 1983 | 1987 | 1991 | 1995 | 1999 | 2003 | 2007 | 2011 | 2015 | 2019 | 2023 |
| CiU                          | 7    | 3    | 3    | 2    | 7    | 7    | 4    | 2    | 1    | 1    | 1    | 0    |
| PSC - CP                     |      | 4    |      | 1    |      |      |      | 0    | 0    | 0    | 0    | 0    |
| Independents                 |      |      | 4    | 4    |      |      |      |      |      | 1    |      | 4    |
| ERC-AM                       |      |      |      |      |      |      | 3    | 3    | 4    | 3    | 4    | 1    |
| Total                        | 7    | 7    | 7    | 7    | 7    | 7    | 7    | 5    | 5    | 5    | 5    | 5    |

## Pluviometria
|      | Gener | Febrer | Març  | Abril | Maig | Juny  | Juliol | Agost | Setembre | Octubre | Novembre | Desembre | TOTAL  |
| ---- | ----- | ------ | ----- | ----- | ---- | ----- | ------ | ----- | -------- | ------- | -------- | -------- | ------ |
| 1996 | 137,5 | 44     | 33    | 88,5  | 90   | 95,5  | 72,5   | 107   | 78       | 82      | 232      | 164      | 1224   |
| 1997 | 104   | 10     | 0     | 40    | 29   | 137   | 32,5   | 89,5  | 59       | 0       | 83       | 202,5    | 786,5  |
| 1998 | 21,5  | 7      | 0     | 134,5 | 68   | 27    | 5      | 90,5  | 69       | 28      | 8        | 48,5     | 507    |
| 1999 | 58    | 0      | 6     | 54    | 96   | 40    | 80     | 57,5  | 167      | 88      | 50       | 11       | 707,5  |
| 2000 | 5     | n/d    | n/d   | 95    | 61   | 62    | 0      | 8     | 9        | 106     | 88       | 17       | 451    |
| 2001 | n/d   | n/d    | 195   | 35    | 35   | 21    | n/d    | n/d   | 30       | n/d     | n/d      | n/d      | 316    |
| 2002 | 0     | 26     | 18    | 105   | 128  | 86    | 40     | 153   | 130      | 75      | 77       | 36       | 874    |
| 2003 | 26    | 0      | 133   | 2     | 84   | 23    | 35     | 40    | 120      | 210     | 53       | 74       | 800    |
| 2004 | n/d   | n/d    | 65    | 161   | 109  | 58    | 53     | 51    | 0        | 90      | 2        | 30       | 619    |
| 2005 | n/d   | n/d    | 8     | 5     | 56   | 45    | 87     | 53    | 66       | 127     | 32       | 30       | 509    |
| 2006 | 87    | n/d    | 51    | 33    | n/d  | 12    | 63,5   | 45    | 155      | 31      | 22       | 13       | 512,5  |
| 2007 | 4     | 21     | 3     | 112,5 | 62   | 12,5  | 0      | 85,5  | 9        | 45      | 32       | n/d      | 386,5  |
| 2008 | 25    | 34     | 38    | 76    | 285  | 16    | 67     | 144   | 32       | 125     | 170      | 52       | 1064   |
| 2009 | 20    | 43     | 33    | 137   | 27   | 108   | 187,5  | 48    | 33       | 50      | 8        | 60       | 754,5  |
| 2010 | 50    | 54     | 57    | 47    | 119  | 118   | 145    | 32    | 133      | 69      | 8,5      | 44       | 876,5  |
| 2011 | 31    | 6      | 115   | 60    | 66   | 136   | 123    | 67    | 20       | 42      | 171      | n/d      | 837    |
| 2012 | n/d   | n/d    | 55    | 81    | 108  | 40    | 6      | 28    | 75       | 70      | 51       | 14       | 528    |
| 2013 | 35    | 56     | 43    | 142   | 115  | 53    | 152    | 60    | 49       | 26,5    | 78       | 4        | 813,5  |
| 2014 | 50    | 45,5   | 23    | 119   | 49,5 | 105,5 | 66     | 157   | 125      | 27      | 35       | 132      | 934,5  |
| 2015 | 23    | 7      | 53    | 45    | 29   | 107   | 106    | 49    | 63       | 110     | 36       | n/d      | 628    |
| 2016 | 0     | 36     | 44    | 84    | 54   | 43,5  | 22,5   | 5     | 62       | 95,5    | 143,5    | 17       | 607    |
| 2017 | 45    | 62,5   | 100   | 64,5  | 28   | 44    | 13     | 58    | 81       | 52      | 6        | 15       | 569    |
| 2018 | 46    | 101    | 100,5 | 132,5 | 148  | 84    | 124    | 134   | 99       | 250     | 66       | 96       | 1381   |
| 2019 | n/d   | 15     | 50    | 97    | 18   | 22    | 63     | 32,5  | 40       | 114,5   | 49       | 100      | 601    |
| 2020 | 130   | 0      | 12    | 183   | 230  | 145   | 39,5   | 181,5 | 23       | 69      | 46,5     | n/d      | 1059,5 |
| 2021 | n/d   | n/d    | 175   | 175   | 26   | 102   | 26     | 42    | 105      | 34      | n/d      | 61       | 746    |
| 2022 | n/d   | 13,5   | 80    | 31    | 67   | 30    | 42     | 123   | 157,5    | 8       | 3        | 44       | 599    |
| 2023 | 3,5   | 25     | 0     | 44    | 125  | 58    | 101    |       |          |         |          |          |        |

Dades recollides a Can Jan Bonic